# Capparis monantha
Capparis monantha là một loài thực vật có hoa trong họ Capparaceae. Loài này được M.Jacobs mô tả khoa học đầu tiên năm 1965.